# 中央区観光検定
中央区観光検定（ちゅうおうくかんこうけんてい）は、東京都中央区の観光資源に関する検定。一般社団法人中央区観光協会が主催し、中央区観光検定委員会（陣内秀信会長）が監修する。東京商工会議所中央支部が共催し、中央区が後援。
第一回の検定は2009年2月22日に開催され、以降、毎年一度開催されている。直近では、2019年2月3日に第11回の検定が行われた。

## 試験形式
受験資格は問われていない。マークシートによる四択の選択肢による出題が100問され、75問以上の正答により合格する。
検定は、歴史・文化・産業・地理・祭り・行事（イベント）・人々の暮らしなどの分野から出題される。
公式テキストとして「中央区ものしり百科」が出版されており、第4回検定以降、出題の9割は公式テキストの中から、残る1割は各回ごとの設定テーマより出題されている。
試験会場は、日本橋会場ロイヤルパークホテルと、銀座会場コートヤード・マリオット銀座東武ホテルの2箇所としてきたが、第11回検定は、銀座会場のみであった。

## 試験と関連する事柄
検定に合格すると、合格者特典としてのグッズが贈られるほか、観光協会の「日本語観光ボランティア」「外国語観光ボランティア」に申し込むことができるようになる。

## 過去の検定
- 第1回:2009年2月22日開催（応募者717名・受検者600名・合格者457名（合格率76.2％））
- 第2回:2010年2月6日開催（応募者338名・受検者283名・合格者49名（合格率17.3％））
- 第3回:2011年2月6日開催（受検者221名・合格者80名（合格率36.2％））
- 第4回:2012年2月12日開催（受検者203名・合格者133名（合格率65.5％））（テーマ：中央区の橋）
- 第5回:2013年2月3日開催（合格者60名（合格率37.7％））（テーマ：中央区の水辺）
- 第6回:2014年2月15日開催（合格者82名（合格率61.2％））（テーマ：中央区の祭り）
- 第7回:2015年2月28日開催（合格者141名（合格率47.5％））（テーマ：家康と中央区）
- 第8回:2016年2月11日開催（合格者53名（合格率21.3％））（テーマ：築地エリア）
- 第9回:2017年2月18日開催（合格者158名（合格率67.5％））（テーマ：京橋エリア）
- 第10回:2018年1月27日開催（合格者113名（合格率47.1％））（テーマ：中央区70年のできごと）
- 第11回:2019年2月3日開催（テーマ：平成の中央区）